# Cape Split
Cape Split är en udde i Kanada.   Den ligger i provinsen Nova Scotia, i den östra delen av landet, 900 km öster om huvudstaden Ottawa.
Terrängen inåt land är platt. Runt Cape Split är det ganska glesbefolkat, med 34 invånare per kvadratkilometer.. Närmaste större samhälle är Parrsboro, 15,5 km nordost om Cape Split. 